# Ichstedt
Ichstedt ist Stadtteil von Bad Frankenhausen/Kyffhäuser im thüringischen Kyffhäuserkreis.

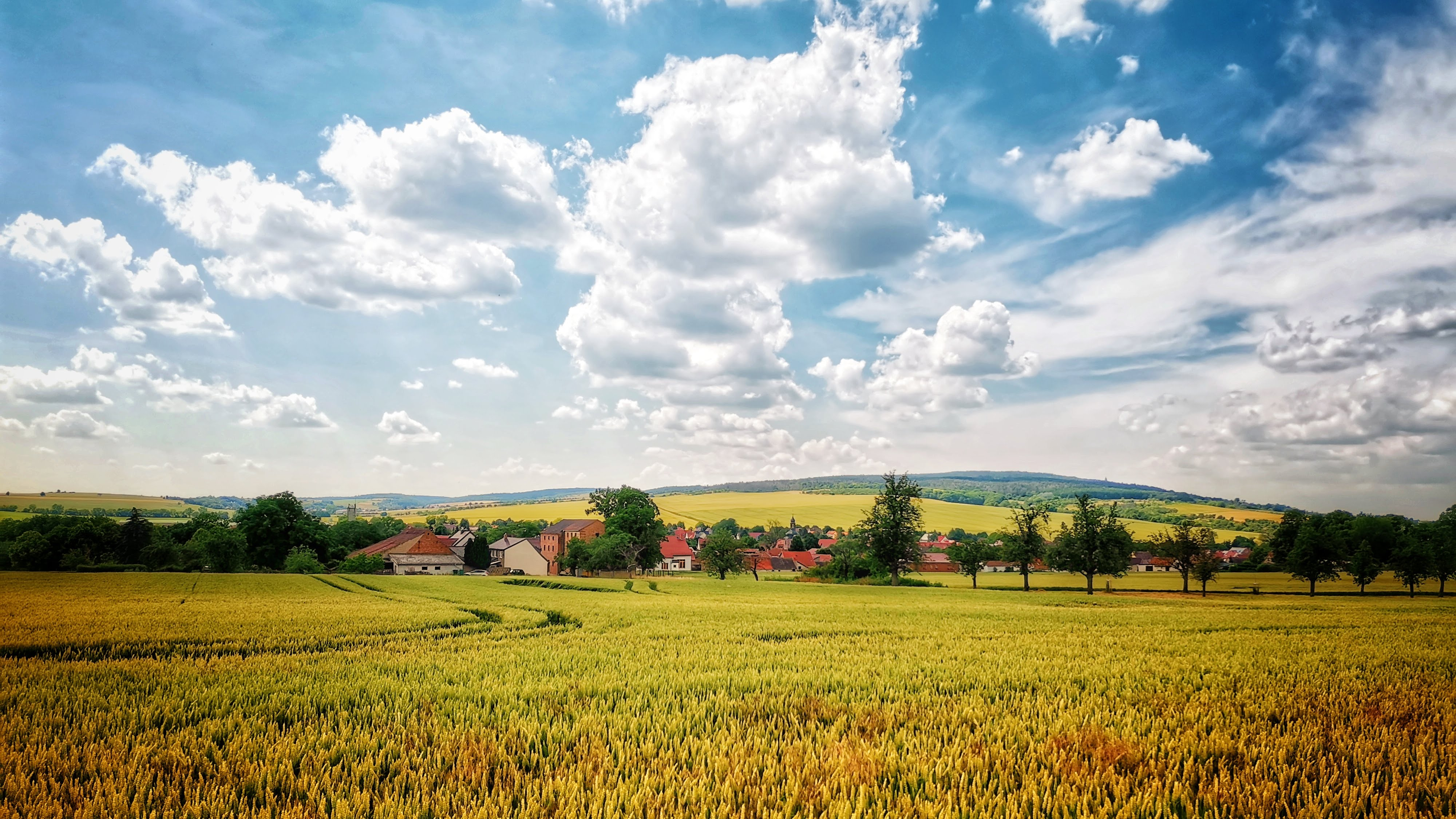
Sicht auf Ichstedt/Thüringen

## Geografie
Das Dorf liegt am östlichen Ende des Naturparks Kyffhäuser, an der Ostspitze des Kyffhäusergebirges, rund 8 km südöstlich des Kyffhäuserdenkmals. Unmittelbar nördlich des Dorfs verläuft die Landesgrenze zu Sachsen-Anhalt. Ichstedt liegt etwa 13 km südlich der sachsen-anhaltischen Stadt Sangerhausen, 9 km östlich von Bad Frankenhausen und 7 km westlich von Artern.

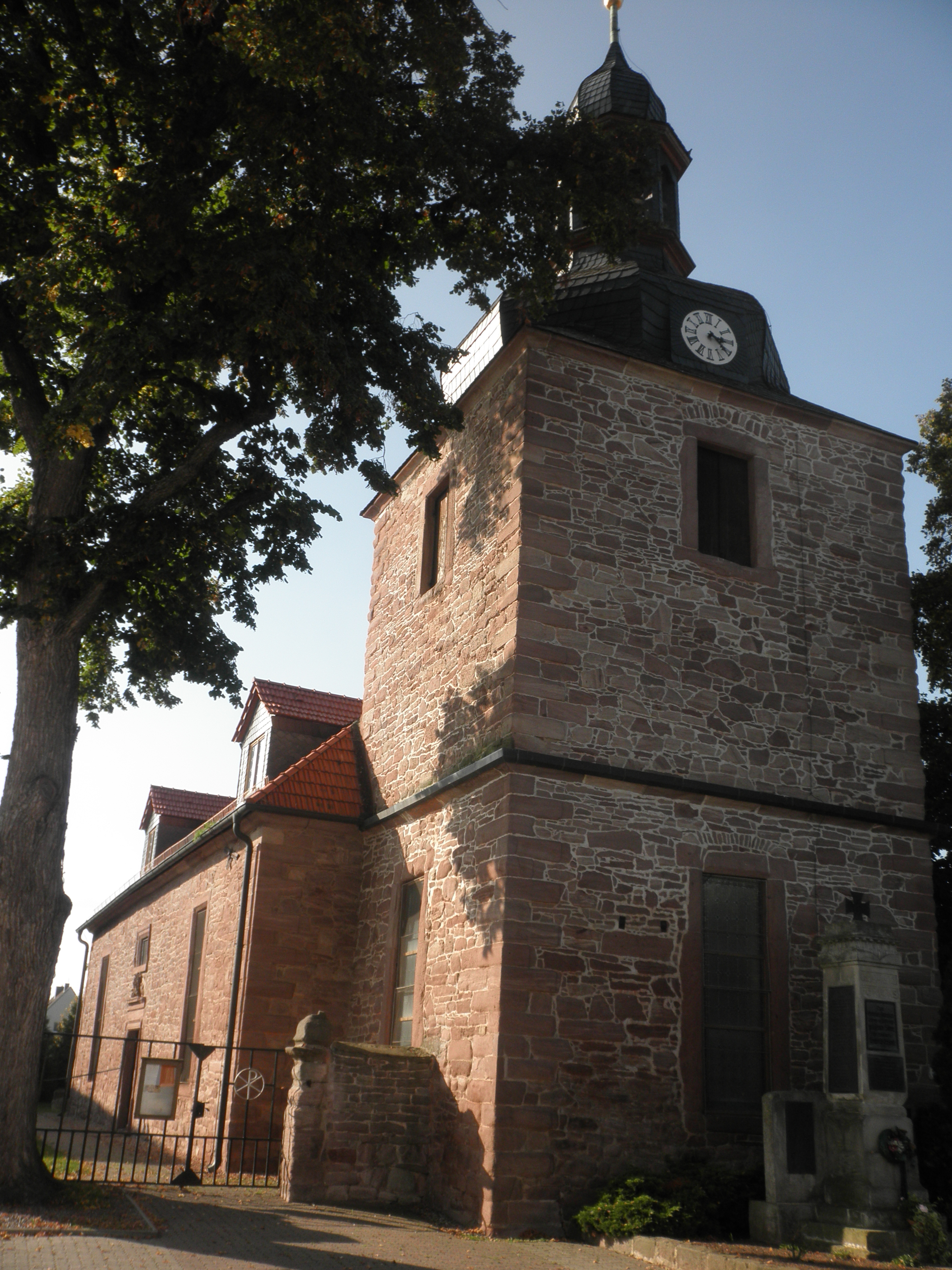
St.-Wigberti-Kirche in Ichstedt

Die umliegenden Ortschaften sind: im Norden Hackpfüffel; im Nordosten Riethnordhausen; im Ost-Nordosten Borxleben; im Osten: Artern, im Süd-Südosten: . Ringleben, im Südwesten Epserstedt;  im Westen Udersleben; im Nordwesten Tilleda.
Durch Ichstedt fließt der Kyffhäuserbach, welcher westlich am unmittelbaren Stadtrand von Artern in die Unstrut mündet.

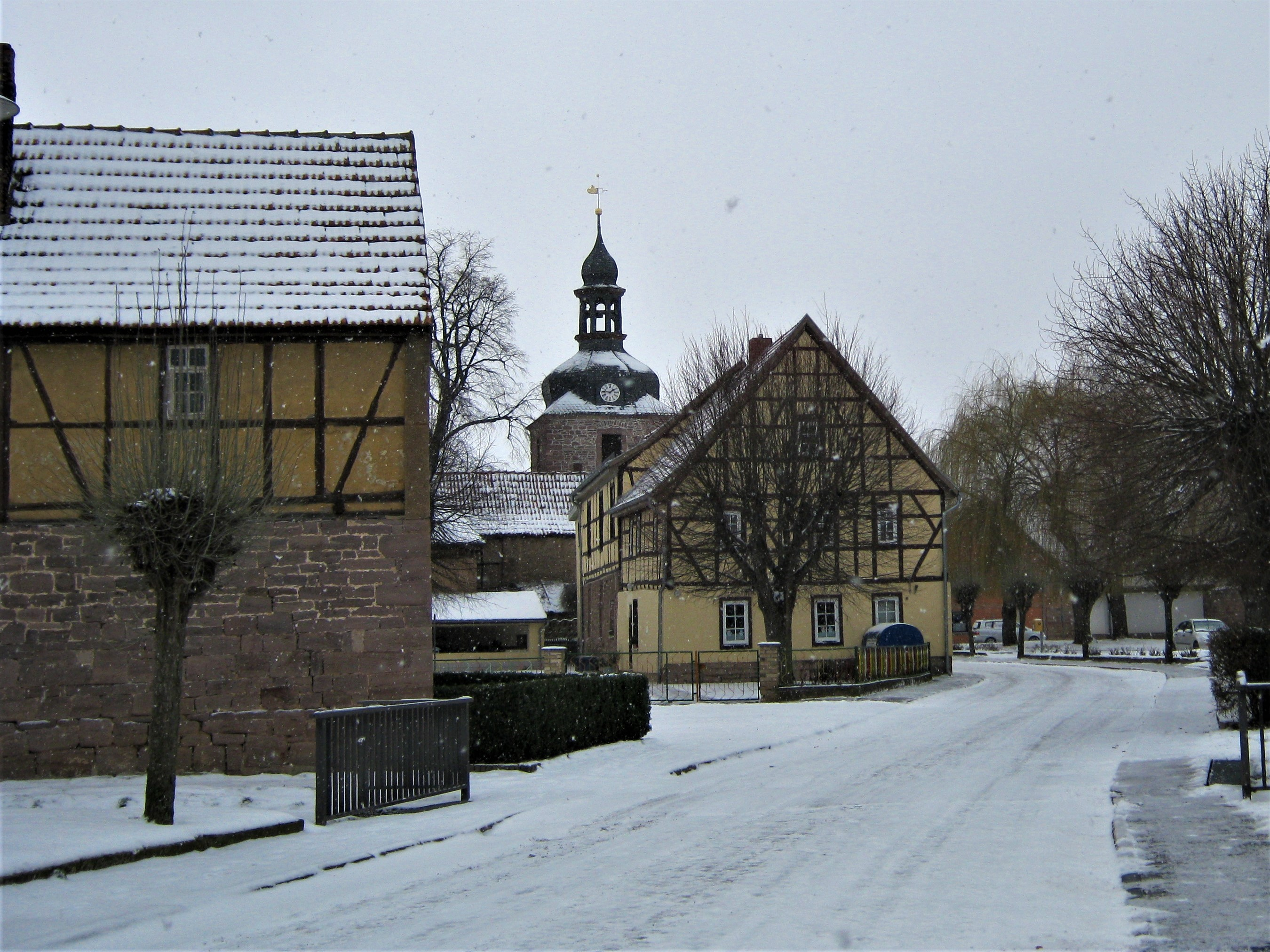
Ichstedt, auf der Schulstraße im Winter

## Geschichte
Das Dorf wurde 874 in einer Urkunde Ludwigs des Deutschen erstmals erwähnt. Wolfgang Kahl recherchierte die urkundliche Ersterwähnung von Ichstedt für den Zeitraum von 750 bis 802. Die Wehrkirche Ichstedt ist der bauliche Rest einer um 1200 erbauten Pfarrkirche, auch der „Alte Turm“ genannt und gilt als älteste Wehrkirche in Thüringen. Im Ort gab es einst eine Wasserburg, die sich auf dem Areal des späteren Gutshofes befand. Sie diente der Überwachung und Sicherung des Helmeübergangs. Im 18./19. Jahrhundert erfolgte eine umfassende Erneuerung. Ein Brand 1970 zerstörte das Schloss Ichstedt weitgehend, sodass heute nur noch ein Gebäudetrakt und die Umfassungsmauern der Kernanlage vorhanden sind. Bis 1918 gehörte der Ort zur Unterherrschaft des Fürstentums Schwarzburg-Rudolstadt.
Mittelpunkt des Ortes ist der Straßenzug Hauptstraße–Schlossplatz. Am westlichen Ortsrand befindet sich eine Siedlung.
Am 1. Januar 2019 wurde die Gemeinde Ichstedt in die Stadt Bad Frankenhausen/Kyffhäuser eingegliedert. Die Gemeinde gehörte der Verwaltungsgemeinschaft Mittelzentrum Artern an.

### Einwohnerentwicklung
Entwicklung der Einwohnerzahl (31. Dezember):
| - 1994 – 772 - 1995 – 770 - 1996 – 777 - 1997 – 780 - 1998 – 771 - 1999 – 772 | - 2000 – 763 - 2001 – 762 - 2002 – 764 - 2003 – 746 - 2004 – 725 - 2005 – 722 | - 2006 – 704 - 2007 – 680 - 2008 – 674 - 2009 – 652 - 2010 – 630 - 2011 – 606 | - 2012 – 598 - 2013 – 593 - 2014 – 586 - 2015 – 580 - 2016 – 577 - 2017 – 578 |

Datenquelle: Thüringer Landesamt für Statistik

## Wirtschaft und Infrastruktur
Ichstedt hatte direkten Anschluss an zwischen 1916 und 1966 an das Eisenbahnnetz über die Kyffhäuser-Kleinbahn, auch wenn der Bahnhof etwas außerhalb der Ortslage war. Seit 1966 hat der Ort keinen Eisenbahnanschluss mehr, der nächste Bahnhof liegt rund 8 km östlich in Artern (Thüringen). Über nachgeordnete Landstraßen ist Ichstedt mit den Nachbardörfern Borxleben, Udersleben (Stadt Bad Frankenhausen) und Ringleben verbunden. In Bad Frankenhausen besteht Anschluss an die Bundesstraße 85, in Sangerhausen an die Autobahn A 38 (Göttingen–Halle). Seit 2021 besteht über die neue Umgehungsstraße ein direkter Anschluss an die A 71 (Auffahrt 2 Artern) Erfurt – Sangerhausen. In Richtung Tilleda führt ein befahrbarer Radweg.
Die Wirtschaft basiert hauptsächlich auf der Land- und Forstwirtschaft, wobei es früher sehr starken Arbeits-Pendlerverkehr zu den Industrien in den nahen Städten Artern und Bad Frankenhausen gab, aber durch den Industrieabbau seit der Wiedervereinigung stark abgenommen hat.

## Sehenswürdigkeiten
- Im Dorfzentrum steht die Wigberti-Kirche. Diese wurde in der heutigen Form zwischen 1717 und 1718 neu gebaut auf dem Platz der Vorgängerkirche errichtet.[3]
- Wehrkirche Ichstedt, im Kern älteste Wehrkirche Thüringens
- Reste des ehemaligen Schlossgutes
- Schießplatz mit 100-m-Bahn und Tontaubenanlage "Schiessplatz Ichstedt"
- Lindenallee. Ca. 1.200 m lange alte Lindenallee, welche auf dem Weg zum Kyffhäuser durchwandert werden kann.

## Söhne und Töchter des Ortes
- Karl August Rüdiger (1793–1869), Altphilologe und Pädagoge